# 維爾冰隆
維爾冰隆（英語：Vere Ice Rise）是南極洲的冰隆，位於亞歷山大一世島西岸，處於威爾金斯冰架，在1980年由英國南極名稱諮詢委員會命名，現時由南極條約體系管理。